# Nikola Gjorgjev
Nikola Gjorgjev (Macedonisch: Никола Ѓорѓев) (Zürich, 22 augustus 1997) is een Zwitsers-Macedonisch voetballer. De middenvelder staat onder contract van FC Aarau.

## Carrière
Nikola Gjorgjev werd in Zwitserland geboren, maar heeft Macedonische ouders. Hij kwam aanvankelijk uit voor de nationale jeugdteams van Zwitserland, maar switchte later naar Macedonië en maakte in 2016 zijn debuut voor het Macedonisch voetbalelftal.
Gjorgjev komt uit de jeugdopleiding van Grasshopper Club Zürich en maakte in 2015 zijn debuut voor het eerste elftal van deze club. In het seizoen 2016/17 speelde hij met Grasshoppers in de UEFA Europa League. In de zomer van 2017 werd hij voor twee seizoenen aan FC Twente verhuurd. In de eerste twee wedstrijden van het seizoen 2017/18 had hij een basisplaats, maar daarna kwam hij niet meer in actie voor het eerste elftal en verloor hij zijn plek in de selectie. In februari 2018 werd hij doorverhuurd aan FC Aarau in de Challenge League; het Zwitserse tweede niveau. Aarau nam hem niet over waardoor hij in de zomer van 2018 contractueel terugkeerde bij FC Twente. De zoektocht naar een nieuwe club mislukte en op 1 september 2018 werd bekend dat Gjorgjev terugkeerde naar Grasshoppers. Na de degradatie van Grasshoppers in 2019 werd hij op het tweede niveau een vaste basisspeler. Nadat hij in 2021 weer naar het hoogste niveau promoveerde, raakte hij zijn basisplaats weer kwijt en werd hij een half jaar verhuurd aan FC Schaffhausen. Hierna maakte hij in 2022 transfervrij de overstap naar FC Aarau.

## Clubstatistieken

### Beloften
| Seizoen                     | Club             | Land            | Competitie             | Competitie | Competitie | Totaal | Totaal |
| Seizoen                     | Club             | Land            | Competitie             | Wed.       | Dlp.       | Wed.   | Dlp.   |
| --------------------------- | ---------------- | --------------- | ---------------------- | ---------- | ---------- | ------ | ------ |
| 2013/14                     | Grasshoppers II  | Zwitserland     | 1. Liga groep 2        | 2          | 0          | 2      | 0      |
| 2014/15                     | Grasshoppers II  | Zwitserland     | 1. Liga groep 3        | 18         | 2          | 18     | 2      |
| 2015/16                     | Grasshoppers II  | Zwitserland     | 1. Liga groep 3        | 10         | 4          | 10     | 4      |
| 2016/17                     | Grasshoppers II  | Zwitserland     | 1. Liga groep 3        | 5          | 1          | 5      | 1      |
| 2017/18                     | → Jong FC Twente | Nederland       | Derde divisie zaterdag | 4          | 0          | 4      | 0      |
| 2018/19                     | Grasshoppers II  | Zwitserland     | 1. Liga groep 2        | 7          | 1          | 7      | 1      |
| 2021/22                     | Grasshoppers II  | Zwitserland     | 1. Liga groep 2        | 2          | 2          | 2      | 2      |
| Totaal beloften             | Totaal beloften  | Totaal beloften | Totaal beloften        | 48         | 10         | 48     | 10     |
| Bijgewerkt op 30 april 2024 |                  |                 |                        |            |            |        |        |

### Senioren
| Seizoen                     | Club            | Land            | Competitie       | Competitie | Competitie | Beker | Beker | Europees | Europees | Totaal | Totaal |
| Seizoen                     | Club            | Land            | Competitie       | Wed.       | Dlp.       | Wed.  | Dlp.  | Wed.     | Dlp.     | Wed.   | Dlp.   |
| --------------------------- | --------------- | --------------- | ---------------- | ---------- | ---------- | ----- | ----- | -------- | -------- | ------ | ------ |
| 2014/15                     | Grasshoppers    | Zwitserland     | Super League     | 2          | 0          | 0     | 0     | –        | –        | 2      | 0      |
| 2015/16                     | Grasshoppers    | Zwitserland     | Super League     | 12         | 1          | 0     | 0     | –        | –        | 12     | 1      |
| 2016/17                     | Grasshoppers    | Zwitserland     | Super League     | 18         | 0          | 1     | 0     | 5        | 2        | 24     | 2      |
| 2017/18                     | → FC Twente     | Nederland       | Eredivisie       | 2          | 0          | 1     | 0     | –        | –        | 3      | 0      |
| 2017/18                     | → FC Aarau      | Zwitserland     | Challenge League | 15         | 1          | 0     | 0     | –        | –        | 15     | 1      |
| 2018/19                     | Grasshoppers    | Zwitserland     | Super League     | 4          | 0          | 0     | 0     | –        | –        | 4      | 0      |
| 2019/20                     | Grasshoppers    | Zwitserland     | Challenge League | 33         | 7          | 2     | 3     | –        | –        | 35     | 10     |
| 2020/21                     | Grasshoppers    | Zwitserland     | Challenge League | 36         | 7          | 1     | 0     | –        | –        | 37     | 7      |
| 2021/22                     | Grasshoppers    | Zwitserland     | Super League     | 6          | 0          | 2     | 1     | –        | –        | 8      | 1      |
| 2021/22                     | → Schaffhausen  | Zwitserland     | Challenge League | 18         | 4          | 0     | 0     | –        | –        | 18     | 4      |
| 2022/23                     | FC Aarau        | Zwitserland     | Challenge League | 35         | 5          | 1     | 0     | –        | –        | 36     | 5      |
| 2023/24                     | FC Aarau        | Zwitserland     | Challenge League | 30         | 8          | 2     | 0     | –        | –        | 32     | 8      |
| Totaal senioren             | Totaal senioren | Totaal senioren | Totaal senioren  | 211        | 33         | 10    | 4     | 5        | 2        | 226    | 39     |
| Carrièretotaal              | Carrièretotaal  | Carrièretotaal  | Carrièretotaal   | 259        | 43         | 10    | 4     | 5        | 2        | 274    | 49     |
| Bijgewerkt op 30 april 2024 |                 |                 |                  |            |            |       |       |          |          |        |        |

## Interlandstatistieken
| Interlands van Nikola Gjorgjev voor Macedonië | Interlands van Nikola Gjorgjev voor Macedonië | Interlands van Nikola Gjorgjev voor Macedonië | Interlands van Nikola Gjorgjev voor Macedonië | Interlands van Nikola Gjorgjev voor Macedonië | Interlands van Nikola Gjorgjev voor Macedonië |
| №                                             | Datum                                         | Wedstrijd                                     | Uitslag                                       | Soort wedstrijd                               | Doelpunten                                    |
| Als speler van Grasshopper Club Zürich        | Als speler van Grasshopper Club Zürich        | Als speler van Grasshopper Club Zürich        | Als speler van Grasshopper Club Zürich        | Als speler van Grasshopper Club Zürich        | Als speler van Grasshopper Club Zürich        |
| --------------------------------------------- | --------------------------------------------- | --------------------------------------------- | --------------------------------------------- | --------------------------------------------- | --------------------------------------------- |
| 1.                                            | 29 mei 2016                                   | Macedonië - Azerbeidzjan                      | 3 – 1                                         | Vriendschappelijk                             | 0                                             |
| 2.                                            | 2 juni 2016                                   | Macedonië - Iran                              | 1 – 3                                         | Vriendschappelijk                             | 0                                             |
| 3.                                            | 5 september 2016                              | Albanië - Macedonië                           | 2 – 1                                         | WK Kwalificatie 2018                          | 0                                             |
| 4.                                            | 12 november 2016                              | Spanje - Macedonië                            | 4 − 0                                         | WK Kwalificatie 2018                          | 0                                             |
| 5.                                            | 24 maart 2017                                 | Liechtenstein - Macedonië                     | 0 − 3                                         | WK Kwalificatie 2018                          | 0                                             |